# Technopolis (Gasi)

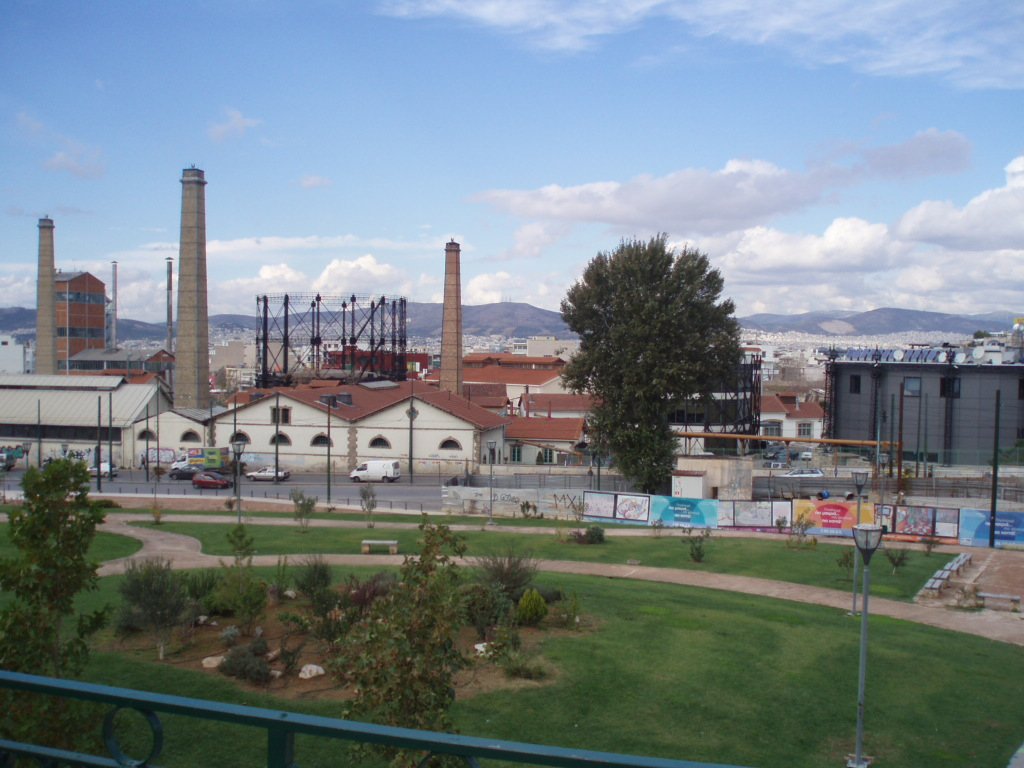
Technopolis (2007)

Technopolis (Gasi) ist ein Veranstaltungsort und Museum der Stadt Athen in der Nähe des Kerameikos.

## Geschichte
1857 wurde die Athener Gasanstalt gegründet und 1862 vollständig in Betrieb genommen. Im August 1984 wurde die Anlage stillgelegt, nachdem zuvor eine neue Anlage in Aspropyrgos in Betrieb genommen wurde. In den 1990er Jahren wurde das Gelände von der Stadt erworben und zu einem Veranstaltungsort umgebaut, dabei wurden die alten Anlagen erhalten. Acht Gebäude tragen heute die Namen griechischer Dichter und zeigen eine thematische Ausstellung zu deren Werk, sofern diese Gebäude nicht von temporären Ausstellungen genutzt werden. Alle zwei Jahre wird das Gelände von der Athens Biennale genutzt.  
Auf dem Gelände befindet sich auch das Sendehaus des kommunalen Radiosenders 9.84.